# Бутрим Віталій Миколайович
Бутрим Віталій Миколайович (нар. 10 січня 1991, с. Боромля, Тростянецький район, Сумська область) — учасник Олімпійських ігор в Англії 2012 року та Олімпійських ігор у Бразилії 2016 року, срібний призер молодіжного чемпіонату Європи-2013 з бігу на 400 метрів, чемпіон України з бігу на 400 метрів 2016 року, майстер спорту України міжнародного класу.

## Початок виступів
Народився 10 січня 1991 року в с. Боромля, Тростянецький район, Сумська область.
Він закінчив Сумський державний педагогічний університет ім. А. С. Макаренка, станом на 2016 рік навчався у Сумському державному університеті.
В. Бутрим тренується у Сумах, у тренерів Миколи й Світлани Гудимів.

## Рекорди
У кінці липня 2015 року В.Бутрим побив рекорд України з бігу на 400 метрів серед чоловіків двадцятирічної давності. На Меморіалі Гусмана Косанова (Алмати, Казахстан) він подолав дистанцію за 45,01 с. Український легкоатлет Валентин Кульбацький 1 вересня 1995 р. у Фукуокі пробіг цю дистанцію за 45,11 с.
Він також є рекордсменом України з естафетного бігу 4х400 метрів у приміщенні і срібним призером молодіжного чемпіонату Європи 2013 року у Тампере (Фінляндія) з бігу на 400 метрів, фіналіст чемпіонату світу у закритих приміщеннях 2014 р. у Сопоті (Польща), учасник чемпіонатів світу з легкої атлетики 2013, 2015 рр., чемпіонатів Європи 2014 та 2016 рр.
18 лютого 2018 року на змаганнях «Кубок Стамбулу» Віталій покращив національний рекорд України в приміщенні з бігу на 400 метрів, показавши час 46,45. Попередній рекорд України в приміщенні (46,63) належав сум'янину Михайлові Книшу та був встановлений 23 лютого 2008 року

## Олімпіади
Вперше взяв участь у Олімпійських іграх у 2012 році у Лондоні. У чвертьфіналі бігу на 400 метрів він зайняв 42-ге місце і припинив виступи.
Як учасник Олімпійських ігор у Бразилії 2016 року В. Бутрим у чвертьфіналі 12 серпня 2016 року зайняв 4-те місце і не продовжив далі змагання.
| Олімпіада   | Дисципліна | Результат | Місце |
| Лондон 2012 | біг 400 м  | 47,62     | 42    |
| Ріо 2016    | біг 200 м  | 45,92     | 30    |

## Дискваліфікація
З 25 травня 2019 року по 20 травня 2023 року відбуває дискваліфікацію за порушення антидопінгових правил. Заборонена речовина — еритропоетин.